# Hutamatasøkket
Das Hutamatasøkket (norwegisch; japanisch 二股谷 Hutamata-dani, deutsch ‚Gegabeltes Tal‘) ist ein markantes und mehr als 200 m tiefes Trogtal der Sør Rondane im ostantarktischen Königin-Maud-Land. Es liegt im östlichen Teil der Gropeheia. 
Japanische Wissenschaftler fertigten zwischen 1981 und 1982 sowie 1987 Luftaufnahmen an. Vermessungen fanden zwischen 1987 und 1988 statt. Sie benannten die Senke 1989 deskriptiv. Wissenschaftler des Norwegischen Polarinstituts übertrugen die japanische Benennung 1990 in einer Teilübersetzung ins Norwegische.